# Rhizopogonaceae
Rhizopogonaceae es una familia de hongos pertenecientes al orden Boletales. Esta familia contiene 3 géneros y 30 especies.